# Scelio janseni
Scelio janseni  (лат.) — вид наездников-сцелионид рода Scelio из подсемейства Scelioninae. Видовой эпитет происходит от голландского имени одного из детективных персонажей-близнецов Томпсонов в комиксах Приключения Тинтина (эти двое всегда путали друг друга; см. также Scelio dupondi). 

## Распространение
Африка: Камерун, Кения, ЮАР.

## Описание
Мелкие перепончатокрылые насекомые (длин тела от 4,20 до 5,53 мм). Отличается от всех других афротропических видов Scelio ernstii, кроме Scelio dupondi, узором на латеральной поверхности метасоме. От Scelio dupondi отличается более крупными размерами, более широким брюшком, более грубой, более неправильной и менее компактной скульптурой на стернитах метасомы (часто с некоторыми нескульптурными пятнами на стерните S3) и хорошо развитым войлочным полем на S3, которое приподнят на килевидном выступе. Основная окраска буровато-чёрная. Тело грубо скульптированное. Усики самок 12-члениковые, а у самцов 10-члениковые. Нижнечелюстные щупики состоят из 3 сегментов, а нижнегубные — 2-члениковые. Жвалы 2-зубые. Глаза неопушенные. Формула голенных шпор: 1-1-1. Предположительно, как и другие близкие виды, паразитоиды яиц саранчовых (Acrididae, Orthoptera). Вид был впервые описан в 2014 году американским энтомологом Мэттью Йодером (Matthew J. Yoder; Department of Entomology, Университет штата Огайо, Колумбус, Огайо, США) по материалам из Африки.